# Parasemia petrosa
Parasemia petrosa är en fjärilsart som beskrevs av Walker 1855. Parasemia petrosa ingår i släktet Parasemia och familjen björnspinnare. Inga underarter finns listade i Catalogue of Life.